# Franjegentiaan
De franjegentiaan (Gentianopsis ciliata, synoniemen: Gentiana ciliata en Gentianella ciliata) is een tweejarige of vaste plant, die behoort tot de gentiaanfamilie (Gentianaceae). 
De plant komt voor in graslanden op kalkgrond. De plant komt van nature voor in Eurazië. De plant is wettelijk beschermd in Nederland: de soort staat op de Nederlandse Rode Lijst van planten als zeer zeldzaam en zeer sterk in aantal afgenomen.
De plant wordt 8–25 cm hoog en heeft een vierkantige stengel. De grondbladeren zijn stomp spatelvormig. De stengelbladeren zijn lijnvormig, maar kunnen soms ook lancetvormig zijn en hebben één- tot drie nerven. De stengel draagt één bloem.
Franjegentiaan bloeit van augustus tot november met blauwe bloemen. De bloemkroon heeft vier slippen en is 2,5-5 cm lang. De slippen hebben een lange franje, vandaar de naam franjegentiaan. De keel van de bloemkroon is niet gebaard. De bloemen worden door hommels bestoven.
De vrucht is een langgesteelde doosvrucht.

## Plantengemeenschap
De franjegentiaan is een kensoort voor het kalkgrasland (Gentiano-Koelerietum).

## Namen in andere talen
- Duits: Gewöhnlicher Fransenenzian
- Frans: Gentiane ciliée